# АКС-74У
Автомат Калашникова складной 1974 года укороченный (Индекс ГРАУ — 6П26) — укороченный вариант автомата АКС-74, был разработан в конце 1970 — начале 1980-х годов для вооружения экипажей боевых машин и авиатехники ВС СССР.
АКС-74У широко используется правоохранительными органами и охранными структурами постсоветских стран.

## История разработки
После окончания Второй мировой войны и широкого внедрения в Вооруженных силах СССР семейства стрелкового оружия АК на вооружении не осталось серийных пистолетов-пулемётов. После создания АК-74 появилась идея создать оружие для десантников/экипажа танка, БТР и так далее. Использование АКС (Автомат Калашникова складной) отменялось из-за патрона 7,62 × 39 мм, который заменялся патроном 5,45 × 39 мм. Не подходили и габариты оружия. Потом придумали «срезать» часть ствола и использовать складной приклад для компактности автомата.
В 1980 году под маркой АКС-74У (6П26) автомат начал поступать в войска СССР.
Изначально на АКС-74У установили пластмассовую пистолетную рукоятку, деревянные цевьё и ствольную накладку, позднее, приблизительно в 1991 году, на АКС-74У, так же, как и на других представителях семейства АК74, дерево заменили стеклонаполненным полиамидом. Пластмассовые детали увеличили износостойкость и несколько снизили массу автомата. Такие версии цевья и накладки все же в массу не пошли.

## Особенности автомата
Отличия от АК-74
- укороченный в два раза ствол;
- укороченный шток газового поршня;
- установлен специальный надульник, служащий расширительной камерой и пламегасителем;
- крышка ствольной коробки шарнирно прикреплена к ствольной коробке в передней её части;
- установка перекидного целика на 350 и 500 метров[3];
- отсутствует замедлитель темпа стрельбы;
- длина хода нарезов уменьшилась с 200 до 160 мм (для лучшей стабилизации пули в полете при коротком стволе);
- мушка в намушнике крепится поверх газовой каморы (на АК-74 стойка мушки — отдельная деталь и вынесена к дульному срезу). Ширина мушки 1,6 мм (у АК-74 — 2 мм);
- из-за более короткого цевья невозможна установка подствольных гранатометов ГП-25/ГП-30.

С точки же зрения всех механизмов, АКС-74У полностью аналогичен АК-74, за исключением ограничителя поворота курка, установленного вместо замедлителя темпа стрельбы.
Несмотря на то, что АКС-74У является автоматом (штурмовой винтовкой), так как предназначен под промежуточный патрон, по многим характеристикам он аналогичен пистолет-пулемётам (стреляющим пистолетными патронами).
Достоинства:
- высокая мобильность и возможность скрытного ношения;
- высокая проникающая способность пули (по сравнению с подавляющим большинством пистолетов-пулемётов);
- из-за более низкой, чем у АК-74 начальной скорости пули меньше вероятность рикошета, что важно при применении оружия на небольших дистанциях в городских условиях;
- высокая надежность, легкость в чистке;
- большая дальность для оружия данного типа. Начальная скорость пули (735 м/с против 400—450 у образцов под 9 × 19 мм Парабеллум) выше, чем у большинства пистолетных боеприпасов, что сокращает время полёта пули до цели (и величину поправок упреждения на движение цели). Лучший баллистический коэффициент (аэродинамический показатель) остроконечной пули малого диаметра даёт меньшее снижение скорости пули на траектории полёта.
- Унификация по боеприпасу и магазинам с основной состоящей на вооружении моделью (АК-74), упрощающая логистику (нет необходимости снабжения водителей/танкистов/операторов РЛС иной номенклатурой боеприпасов и магазинов). Актуально только для армейского использования.
- Унификация по ряду узлов с АК-74/АКС-74 (ударно-спусковой механизм, магазины, откидной рамочный приклад) удешевляющая производство и ремонт.

Недостатки
- довольно низкая кучность автоматической стрельбы из-за снижения начальной скорости пули[4];
- невысокая прицельная дальность стрельбы по сравнению с полноразмерным автоматом;
- невысокое останавливающее действие пули из-за использования патрона 5,45 × 39 мм в сочетании с относительно невысокой начальной скоростью пули;
- склонность к быстрому перегреву при длительной стрельбе очередями; 6-8 магазинов, отстрелянных в автоматическом режиме, обычно приводят к перегреву ствола, снижению кучности, «плевкам» и зачастую к необратимым повреждениям ствольной коробки (проблема частично решается путём замены цевья на вентилируемое, типа RIS).
- Для применения в полицейских задачах излишняя, по сравнению с пистолетными боеприпасами, пробиваемость лёгких высокоскоростных пуль калибра 5,45 мм и большая склонность к рикошетам. Выше риск получения ранений посторонними при применении в местах массового скопления людей.
- Для скрытного ношения — торчащая справа рукоять взведения затвора и откидной на левую сторону приклад увеличивают поперечные габариты оружия.
- При применении с ПБС и дозвуковыми патронами кинетическая энергия пули ниже, чем у образцов под патрон 9х39 (ВСС/АС/9А-91).

## Характеристики
Наиболее действенный огонь ведется на дистанциях до 100, максимум 150—200 метров. По групповым целям сосредоточенный огонь ведется на дальность до 500 метров. Дальность прямого выстрела по грудной фигуре — 350 метров.
Боевая скорострельность:
- при стрельбе очередями — до 100 выстрелов в минуту,
- при стрельбе одиночными — до 40 выстрелов в минуту.

Требования нормального боя для АКС-74У:
- все четыре пробоины вмещаются в круг диаметром 15 см;
- средняя точка попадания отклоняется от контрольной точки не более чем на 5 см в любом направлении.

Проверка боя осуществляется стрельбой одиночными по проверочной мишени или чёрному прямоугольнику высотой 35 см и шириной 30 см, укрепленному на белом щите высотой 1 м и шириной 0,5 м. Дальность стрельбы — 100 м, положение — лёжа с упора, патроны — с обыкновенной пулей, прицел — П.
Показатели суммарного рассеивания пуль со стальным сердечником при стрельбе короткими очередями из приведённого к нормальному бою АКС74У лёжа с упора:
| Дальность стрельбы, м | Срединные отклонения по высоте, см | Срединные отклонения по ширине, см | Энергия пули, Дж |
| --------------------- | ---------------------------------- | ---------------------------------- | ---------------- |
| 100                   | 10                                 | 10                                 | 706              |
| 200                   | 20                                 | 20                                 | 539              |
| 300                   | 30                                 | 30                                 | 402              |
| 400                   | 40                                 | 40                                 | 294              |
| 500                   | 50                                 | 50                                 | 216              |

При стрельбе лёжа с руки рассеивание по высоте увеличивается в 3 раза, а по ширине — в 3,5 раза.
При стрельбе стоя с руки рассеивание по высоте увеличивается в 5,5 раз, а по ширине — в 6 раз.

## Устройство

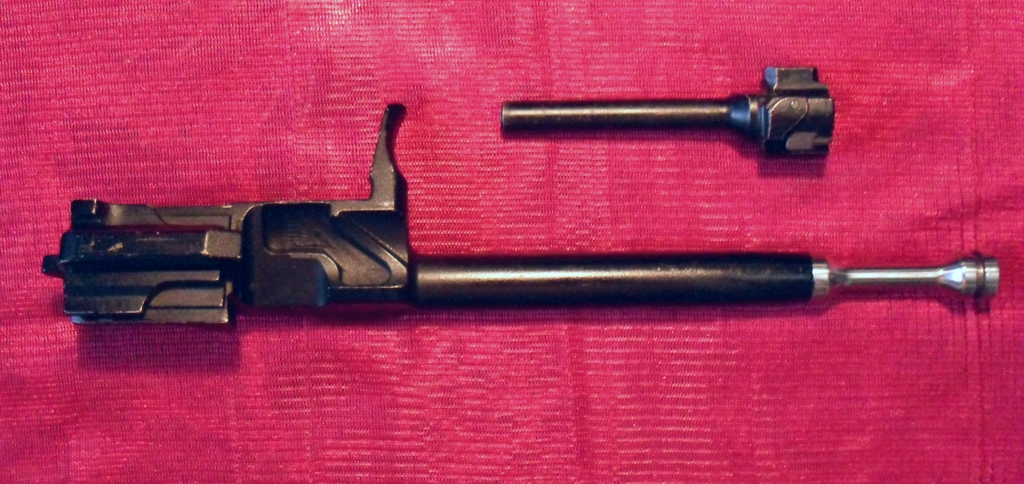
Затвор и затворная рама АКС-74У с укороченным поршнем.

АКС-74У состоит из следующих основных частей и механизмов:
- ствол со ствольной коробкой и крышкой ствольной коробки, с ударно-спусковым механизмом, прицельным приспособлением, складывающимся прикладом и пистолетной рукояткой;
- пламегаситель;
- затворная рама с газовым поршнем;
- затвор;
- возвратный механизм;
- газовая трубка со ствольной накладкой;
- цевьё;
- магазин;
- ремень.

В комплект АКС-74У входят: чехол, принадлежности (шомпол, протирка, ёршик, отвёртка, выколотка, маслёнка, четыре обоймы и переходник), три запасных магазина и сумка для переноски магазинов. В комплект АКС-74УН2 дополнительно входит НСПУМ.

### Прицельное приспособление
Прицельное приспособление АКС-74У состоит из поворотного целика и мушки. Целик имеет два положения — для стрельбы на дистанции до 350 м («П») и от 350 до 500 м («5»).
К автомату также прилагается приспособление для стрельбы ночью (светящаяся насадка), состоящее из откидного целика с широкой прорезью (устанавливается на поворотный целик) и широкой мушки (надевается на мушку оружия сверху), на которые нанесены светящиеся точки. Данное приспособление не отделяется в процессе эксплуатации — при стрельбе днём мушка и целик сдвигаются вниз и фиксируются, не мешая пользоваться стандартными прицельными приспособлениями.

## Принцип действия автоматики

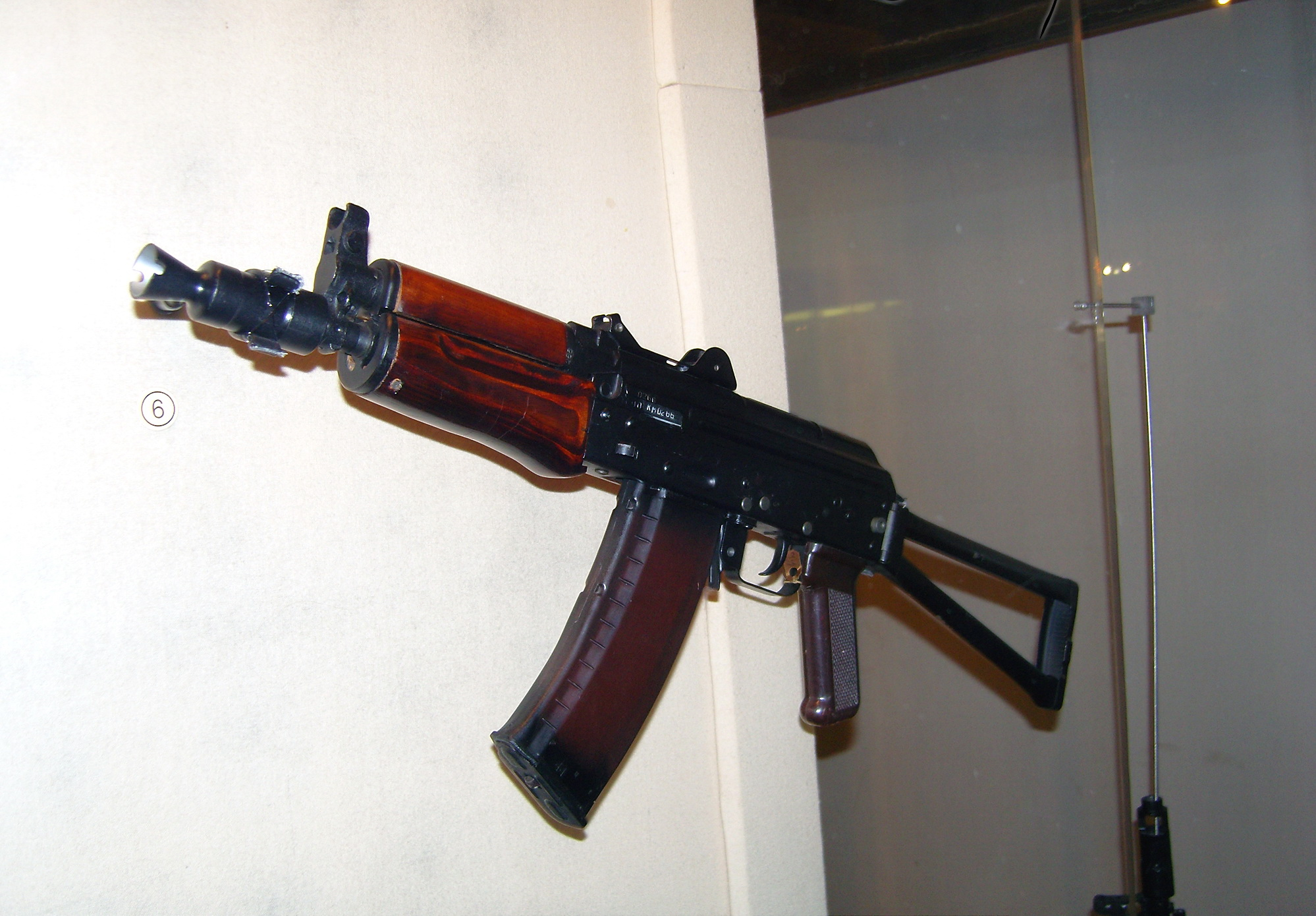
АКС-74У в Тульском государственном музее оружия.

Работа автоматики АКС-74У основана на использовании энергии пороховых газов, отводимых из канала ствола. При выстреле часть пороховых газов, выталкивающих пулю, направляется через отверстие в стенке ствола в газовую камеру, давит на переднюю стенку газового поршня, отбрасывая поршень и затворную раму с затвором в заднее положение. Затвор открывает канал ствола, извлекает из патронника гильзу и выбрасывает её наружу. Затворная рама сжимает возвратную пружину и ставит курок на взвод автоспуска.
Под действием возвратного механизма затворная рама с затвором возвращаются в переднее положение. Затвор досылает новый патрон в патронник и запирает канал ствола. Затворная рама выводит шептало автоспуска из-под взвода автоспуска курка. Курок становится на боевой взвод.
Запирание канала ствола осуществляется поворотом затвора вправо вокруг продольной оси и, как следствие, вхождением его боевых выступов за боевые упоры ствольной коробки.

## Патроны

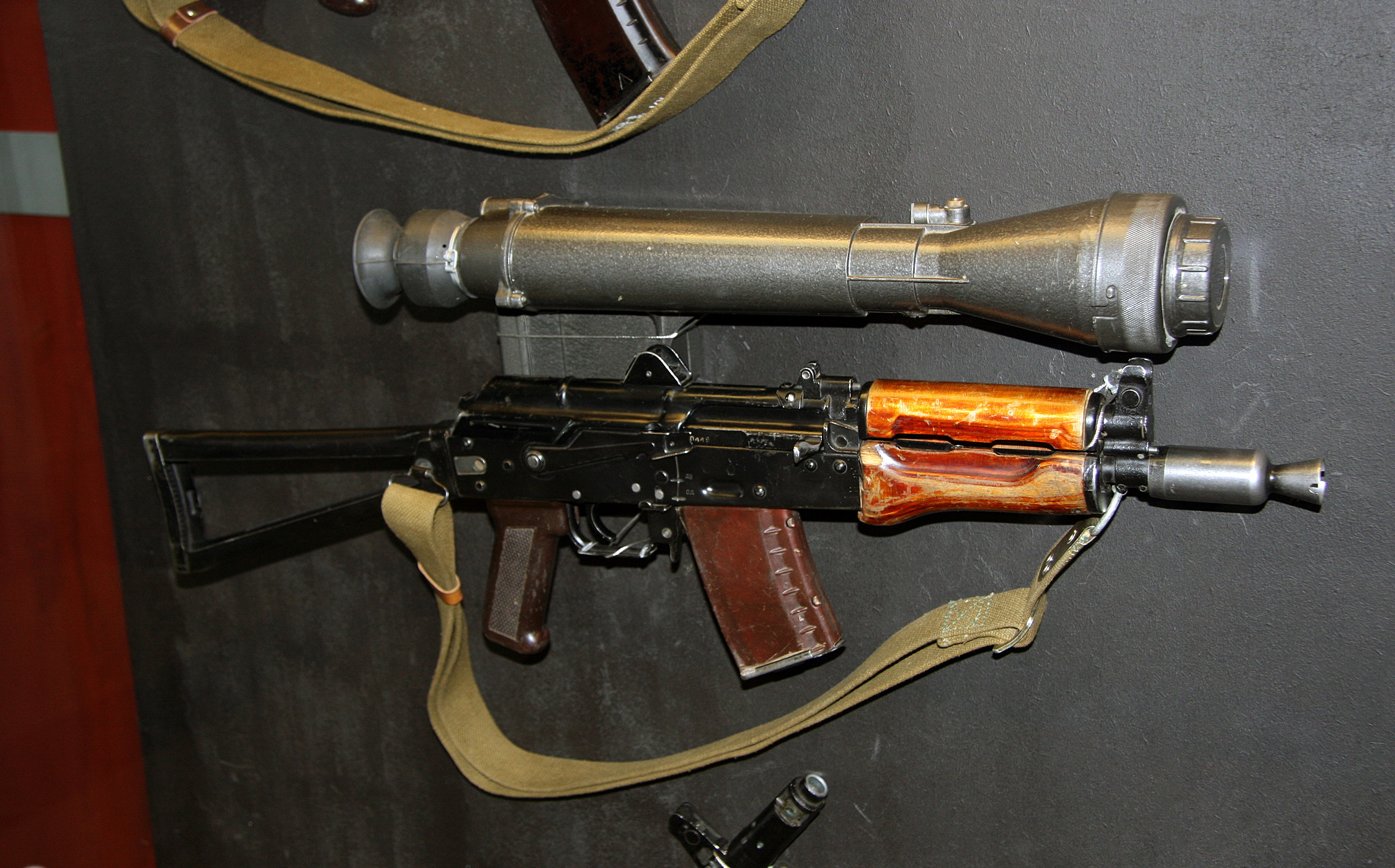
АКС-74У с НСПУ (ночной стрелковый прицел унифицированный)

Стрельба из АКС-74У ведётся 5,45-мм патронами со следующими типами пуль:
- обыкновенная предназначена для поражения живой силы противника, расположенной открыто или за препятствиями, пробиваемыми пулей. Оболочка — стальная покрытая томпаком, сердечник — стальной, между оболочкой и сердечником — свинцовая рубашка. Не имеет отличительной окраски.
- трассирующая предназначена для целеуказания и корректировки огня, а также поражения живой силы противника. В оболочке в головной части находится сердечник, а в донной — шашка запрессованного трассирующего состава. Цвет головной части — зелёный.

Пуля со стальным сердечником 5,45-мм патрона при стрельбе из АКС-74У обеспечивает следующее пробивное действие:
- Пробитие с вероятностью 50 % при угле встречи 90° стальных листов толщиной:

3 мм на дистанции 500 м;
5 мм на дистанции 210 м.
- Пробитие с вероятностью 100 % стальной каски на дистанции 500 м;
- Пробитие с вероятностью 50 % бронежилета на дистанции 320 м;
- Проникновение на 15—20 см в бруствер из утрамбованного суглинистого грунта на дистанции 400 м;
- Пробитие с вероятностью 50 % стенки из сухих сосновых брусьев толщиной 20 см на дистанции 400 м;
- Проникновение на 6—8 см в кирпичную кладку на дистанции 100 м.

Убойное действие пули сохраняется на дальности до 1100 м, предельная дальность полёта — 2900 м. Дульная энергия пули — 902 Дж.

## Варианты
- АКС-74УН2 («ночной») — вариант, отличающийся наличием планки для крепления ночного прицела. Для стрельбы в условиях естественной освещенности ночью к нему присоединяется ночной стрелковый прицел универсальный модернизированный (НСПУМ).
- АКС-74УБ («бесшумный») — вариант для сил специального назначения, отличающийся заменой штатной дульной насадки на резьбу для крепления глушителя (обычно ПБС-4) и возможностью установки бесшумного подствольного гранатомета БС-1М. В таком виде автомат образовывает бесшумный стрелково-гранатометный комплекс 6С1 «Канарейка»[8].
- АКРМ — версия автомата Калашникова АКС-74У после заводского ремонта. Самая последняя версия Волгоградского завода[источник не указан 1067 дней].
- «Витрина» — гранатомётный комплекс нелетального действия, состоявший на вооружении спецподразделений КГБ СССР. Его разработка велась в преддверии московской олимпиады-80 для решения контртеррористических задач. Созданная система прошла государственные испытания 6 июля 1980 года и начала поступать в подразделения группы «А»[9].

В поздних версиях АКС-74У на левой стороне ствольной коробки появилась боковая планка системы «ласточкин хвост» для крепления прицелов типа «Кобра» и ПСО/ПОСП.
- «Вулкан-ТК» — охотничий карабин на базе АКС-74У, производимый на Украине в рамках конверсии.

## Обслуживание автомата
Неполную разборку автомата производят для чистки, смазки и осмотра оружия в следующем порядке:
1. отделение магазина и проверка отсутствия патрона в патроннике;
2. извлечение пенала принадлежности и шомпола из сумки;
3. отделение пламегасителя;
4. открытие крышки ствольной коробки;
5. отделение возвратного механизма;
6. отделение затворной рамы с затвором;
7. отделение затвора от затворной рамы;
8. отделение газовой трубки со ствольной накладкой.

Сборка после неполной разборки осуществляется в обратном порядке.
Полную разборку осуществляют для чистки при сильном загрязнении, а также для ремонта в следующем порядке:
1. неполная разборка;
2. разборка магазина;
3. разборка возвратного механизма;
4. разборка затвора;
5. разборка ударно-спускового механизма;
6. отделение цевья.

Сборка после полной разборки осуществляется в обратном порядке.
Летом (при температуре выше 5 °C) необходимо использовать ружейную смазку и РЧС (раствор чистки стволов от нагара), а зимой (от +5 °C до −50 °C) — жидкую ружейную смазку (для смазки и очистки от нагара), тщательно удалив (промыв все металлические части в жидкой ружейной смазке и обтерев их чистой ветошью) перед этим летнюю смазку. Для хранения на складе в течение длительного времени автомат смазывается жидкой ружейной смазкой, заворачивается в один слой ингибитированной, а затем в один слой парафинированной бумаги.

## История эксплуатации
Автоматом АКС74У, принятым на вооружение в 1979 году, предполагалось оснащать не только экипажи техники, но и ВДВ СССР. Однако у десантников АКС74У не прижился из-за недостаточной кучности огня на расстояниях свыше 300 м. Зато этот автомат с радостью приняли в советской милиции, поскольку для неё в городских условиях не требовалось дальности стрельбы более чем на 200 м, а 30-зарядный магазин (в отличие от магазинов пистолетов) позволял обеспечить необходимую плотность огня в перестрелках с вооружёнными преступниками.
В КГБ для скрытого ношения АКС74У с запасными магазинами и принадлежностью (например, телохранителями высокопоставленных лиц из Девятого управления КГБ) применялся кожаный портфель тёмно-коричневого или чёрного цвета, в котором размещался автомат с присоединённым к нему магазином, а также носимый боекомплект на 90 или 120 патронов. Второй вариант такого портфеля предполагал укладку четырёх магазинов по 20 патронов. Позднее появился вариант упаковки АКС74У в виде «дипломата» с возможностью быстрого открытия огня («Модерн-М»).
Для самообороны военных летчиков на случай покидания ими поврежденного самолёта (вертолёта) или аварийной посадки в комплект носимого аварийного запаса (НАЗ) ввели вариант оснащения автоматом АКС74У вместо пистолета. К нему полагалось четыре магазина по 30 патронов. Для варианта НАЗ-И была разработана пластиковая кобура для ношения автомата на поясе. Чтобы уместить автомат в штатные места хранения НАЗа вертолёта, в кобуру его укладывали без пламегасителя и приклада.
Во время Афганской войны автомат АКС74У, который находили у летчиков сбитых моджахедами советских вертолётов и самолётов, стал известен на Западе. В американской прессе он получил наименование AKR, однако более известным было прозвище Krinkof, данное этому оружию моджахедами. На Западе полагали, что Krinkof — это фамилия болгарского конструктора, которому приписывалась разработка автомата, однако на самом деле все аналогичные названия автоматов Калашникова были следствием афганских особенностей произношения слова «Калашников». С АКС74У любил позировать Усама бен Ладен, военно-террористическая «карьера» которого началась именно в Афганистане.

## Страны-эксплуатанты
- СССР — первоначально разрабатывался как оружие для воздушно-десантных войск, первые автоматы начали поступать в войска в 1980 году, но в дальнейшем получил распространение в частях морской пехоты, в качестве резервного оружия отдельных категорий военнослужащих сухопутных войск (офицеры в зоне боевых действий, связисты, гранатомётчики, экипажи бронетехники, пилоты вертолётов и самолётов), а также спецподразделений МВД СССР и КГБ СССР[11]. В 1988-1989 гг. автоматы АКС-74У начали поступать на вооружение сотрудников милиции, в частности в 1989 году их начали выдавать сотрудникам ГАИ[12]
- Афганистан: поставлялись через третьи страны (как и АК-74), также использовались трофейные автоматы, захваченные у ОКСВА.
- Беларусь — на вооружении отдельных категорий военнослужащих[13], сотрудников МВД и КГБ, пограничной службы, Государственной инспекции охраны животного и растительного мира при Президенте Республики Беларусь, РУП «Специальная связь», инкассаторов.
- Болгария — копия АКС-74У производилась на «Машиностроительном заводе им. Фридриха Энгельса» (в настоящее время — акционерное общество «Арсенал»), там же в настоящее время производится автомат AR-SF — модель на базе АКС74У под патрон 5,56х45 мм с изменённым прикладом, цевьём и пламегасителем и с возможностью установки лазерного целеуказателя[14].
- Грузия[15]
- Германия — получен в больших количествах от бывшей NVA после объединения Германии, для учебных целей оставлены незначительные партии, остальные проданы или уничтожены[источник не указан 107 дней].
- Казахстан — на вооружении отдельных категорий военнослужащих, сотрудников МВД и финансовой полиции[16].
- Киргизия — на вооружении отдельных категорий военнослужащих, сотрудников МВД и таможенной службы[17].
- Куба — на вооружении Службы национальной безопасности[18].
- Латвия — несмотря на полученные в 1997 году автоматы М16, состоял на вооружении Сужского разведывательно-десантного батальона по меньшей мере до середины 1999 года[19].
- Литва — некоторое количество АКС-74У сохраняется на вооружении полиции и пограничной охраны.
- Монголия[15].
- Россия:
  - на вооружении отдельных категорий военнослужащих[20];
  - на вооружении МВД России[21], ФСВНГ, ФССП РФ[22], отдельных категорий сотрудников Центрального банка РФ, ПАО «Сбербанк России», ФГУП «Главный центр специальной связи»[23].
- Узбекистан — на вооружении отдельных категорий военнослужащих, сотрудников МВД и финансовой полиции.
- Украина:

- на вооружении отдельных категорий военнослужащих вооружённых сил Украины;
- на вооружении сотрудников полиции, государственной службы охраны и Национальной гвардии МВД Украины.

## Замена
В качестве замены АКС-74У в рядах армии и правоохранительных органов РФ предназначался автомат АК-105, созданный в 1994 году на базе АК74М. Промежуточная (между АК74М и АКС-74У) длина ствола позволила уменьшить габариты оружия, оставив газовую камеру на том же месте относительно казённого среза ствола, что и в АК74М, а не переносить её назад (как в АКС-74У).
Со сложенным прикладом АК-105 на 94 мм длиннее, чем АКС-74У. С разложенным прикладом короче полноразмерного АК-74М на 119 мм.
Приклад и цевьё нового автомата выполнены из ударопрочного стеклонаполненного полиамида чёрного цвета. Основание мушки и прицела, переднее и заднее упорные кольца ствольной накладки, газовая камера, нижняя антабка, защелка фиксатора приклада и некоторые другие детали изготовлены методом точного литья. Металлические детали также защищены от коррозии специальным покрытием. Автомат оснащен изменённой (по сравнению с полногабаритными АК сотой серии) прицельной планкой с разметкой до 500 м, что согласуется со стандартами стран НАТО.
АК-105 не закупался МО РФ, но был принят на вооружение вневедомственной охраны и ФГУП «Охрана» МВД России, а также ФССП РФ. Пока АКС-74У остаётся основным автоматическим оружием МВД, так как большое количество этого оружия уже произведено и срок его эксплуатации не вышел, а необходимости в перевооружении рядовых сотрудников министерство не видит.
Также, в качестве замены АКС-74У армейскими и правоохранительными структурами РФ применяются пистолеты-пулемёты.

### Сравнение АКС-74У с АК-105
|                                            | АКС-74У                                                  | АК-105                    |
| ------------------------------------------ | -------------------------------------------------------- | ------------------------- |
| Внешний вид                                |                                                          |                           |
| Год принятия на вооружение                 | 1979                                                     | с 1994                    |
| Масса (без магазина), кг                   | 2,7                                                      | 3,2                       |
| Масса (с полным магазином), кг             | 3,0                                                      | 3,5                       |
| Длина автомата с разложенным прикладом, мм | 730                                                      | 824                       |
| Длина автомата со сложенным прикладом, мм  | 490                                                      | 586                       |
| Длина ствола, мм                           | 206,5                                                    | 314                       |
| Применяемый патрон                         | 5,45×39 мм                                               | 5,45×39 мм                |
| Режим стрельбы                             | одиночный, автоматический                                | одиночный, автоматический |
| Темп стрельбы, выстрелов/мин               | 650—700                                                  | 600                       |
| Начальная скорость пули, м/с               | 735                                                      | 840                       |
| Эффективная дальность стрельбы, м          | 300                                                      | 350                       |
| Ёмкость магазина, патронов                 | 30                                                       | 30                        |
| Стандартный прицел                         | открытый                                                 | открытый                  |
| Крепление для прицелов                     | на автоматах АКС-74УН встречается планка ласточкин хвост | планка ласточкин хвост    |
| Шаг нарезов, мм                            | 160                                                      | 195                       |
| Подствольный гранатомёт                    | БС-1М                                                    | нет                       |